# Xã Illinois, Quận Rush, Kansas
Xã Illinois (tiếng Anh: Illinois Township) là một xã thuộc quận Rush, tiểu bang Kansas, Hoa Kỳ. Năm 2010, dân số của xã này là 55 người.